# 174. rezervní divize (Wehrmacht)
174. rezervní divize (německy 174. Reserve-Division) byla pěší divize německé armády (Wehrmacht) za druhé světové války.

## Historie
Divize byla založena 15. září 1942 v Lublinu. V červenci 1944 byla 26. pěší divize posílena částmi 174. rezervní divize.